# Ceratomyxa tenuispora
Ceratomyxa tenuispora is een microscopische parasiet uit de familie Ceratomyxidae. Ceratomyxa tenuispora werd in 1960 beschreven door Kabata. 